# Pleskodāle
Pleskodāle er en af Rigas 47 bydele (lettisk: apkaime, sing.) beliggende i Pārdaugava. Pleskodāle har 5.375 indbyggere og dets areal udgør 348 hektar, hvilket giver en befolkningstæthed på 15 indbyggere per hektar.

## Eksterne kildehenvisninger
- Apkaimes – Rigas bydelsprojekt